# Marrying Sue
Marrying Sue è un cortometraggio del 1914 diretto da Tefft Johnson.

## Produzione
Il film fu prodotto dalla Vitagraph Company of America.

## Distribuzione
Distribuito dalla General Film Company, il film - un cortometraggio di 300 metri, ovvero un rullo - uscì nelle sale statunitensi il 6 febbraio 1914.